# Фаленопсис иероглифический
Фаленопсис иероглифический (лат. Phalaenopsis  hieroglyphica) — эпифитное трявянистое моноподиальное растение семейства Орхидные.
Вид не имеет устоявшегося русского названия, в русскоязычных источниках обычно используется научное название Phalaenopsis hieroglyphica.

## Синонимы
- Phalaenopsis lueddemanniana var. hieroglyphica Rchb.f., 1887 basionym
- Polychilos hieroglyphica (Rchb.f.) Shim, 1982

## Биологическое описание
Ствол укороченный, полностью покрыт основаниями 2-8 листьев.
Листья зеленые, блестящие, до 25-30 см длиной, 5-9 см шириной.
Цветонос до 30 см длиной, 3-8 цветковый, может ветвиться. Не повреждённые цветоносы могут цвести повторно.
Цветки открываются почти одновременно, по 3-4 на каждой веточке цветоноса. Не увядают около месяца. Цветки плотные, восковые, кремово-белые с многочисленными лимонно-желтыми точками или штрихами, образующими сложный узор, диаметром 5-8 см. Обладают приятным ароматом. Различные клоны имеют разную интенсивность запаха.
В природе цветёт летом-осенью. Цветоносы легко образуют деток. Листочки околоцветника не опадают после опыления, меняют цвет на зелёный и начинают участвовать в фотосинтезе.

## Ареал,экологические особенности
Острова Палаван, Лузон, Минданао и Полилло. (Филиппины).
Тенистые местообитания во влажных тропических лесах на высотах от 0 до 500 метров над уровнем моря.
Минимальная и максимальная температура воздуха (день\ночь) в Surigao на острове Минданао: 

Январь — 23-28\19-24°С

Февраль — 23-29\20-26°С

Март — 23-29\20-26°С

Апрель — 23-31\21-28°С

Май — 24-31\21-27°С

Июнь — 24-31\21-27°С

Июль — 24-31\22-27°С

Август — 24-31\22-27°С

Сентябрь — 24-31\22-27°С

Октябрь — 24-31\21-27°С

Ноябрь — 24-29\21-24°С

Декабрь — 24-28\19-24°С
Относительная влажность воздуха — 66-95 %.
Phalaenopsis hieroglyphica включен в Приложение II Конвенции CITES. Цель Конвенции состоит в том, чтобы гарантировать, что международная торговля дикими животными и растениями не создаёт угрозы их выживанию.

## История
Введен в культуру в Европе в 1887 г. доктором Лоу, которому несколько экземпляров растений в подарок прислал доктор Боксолл. С систематикой этого вида окончательно определились в 1969 г. 
 Название получил из-за сходства рисунка на лепестках с иероглифами.

## В культуре
Температурная группа — тёплая. В культуре нормально растет при температурах выше 22°С и влажности воздуха 60-80 %. Рекомендуется использовать увлажнитель воздуха.
Требования к свету: 1000—1200 FC, 10760—12919 lx.
Можно выращивать на северных подоконниках и при искусственном освещении. Не переносит прямой солнечный свет. Субстрат всегда должен быть слегка влажным. pH субстрата не должен превышать 7,5. 
 Переизбыток воды вызывает грибковые заболевания и бактериозы.
При интенсивной агрокультуре зацветает в 2-3-летнем возрасте.
Общая информация о агротехнике в статье Фаленопсис.

## Первичныегибриды(грексы)
- Arlington — hieroglyphica х pulchra (P. Lippold) 2006
- Donna Louise — violacea х hieroglyphica (L. Dewey) 2004
- Frenchy’s Plastic Yellow — amboinensis х hieroglyphica (Frenchy (M.J. Bates)) 2004
- Martina Lippold — bellina х hieroglyphica (Paul Lippold) 2002
- Yardstick — fasciata х hieroglyphica (Beard) 1969